# アウグスト・バタージャ
アウグスト・マルティン・バタージャ・バルガ（Augusto Martín Batalla Barga、1996年4月30日 - ）は、アルゼンチン・ブエノスアイレス州ウルリンガム出身のサッカー選手。ラージョ・バジェカーノ所属。ポジションはGK。

## クラブ経歴
2001年にCAリーベル・プレートの下部組織へ入団し、2016年4月2日、リーグ戦第9節のCAパトロナート戦でプロデビューを果たした。プロ2シーズン目にあたる2016-17シーズンは公式戦43試合に出場し、レギュラーの座を確保したが、翌シーズンは控えに降格してしまった。控えにまわった2017-18シーズンの後半戦にアトレティコ・トゥクマンへハーフシーズンのレンタル移籍をすると、以降はCAティグレやチリのクラブなどへレンタル移籍するシーズンが続いている。
2024年1月4日、自身初のヨーロッパの舞台としてグラナダCFへ2023-24シーズン終了時までの契約でレンタル移籍することが決定した。
2024年8月24日、ラージョ・バジェカーノにレンタル移籍した。2025年3月21日、ラージョに完全移籍することが発表された。

## 代表経歴
2011年から2015年までの4年間、アルゼンチンの世代別代表に招集されており、2015 南米ユース選手権などの国際大会をいくつか経験している。